# Mistrzostwa NCAA Division II w Zapasach w 2016
Mistrzostwa NCAA Division II w zapasach w 2016 roku rozegrane zostały w Sioux Falls w dniach 11–12 marca. Zawody odbyły się na terenie Denny Sanford Premier Center. Gospodarzem zawodów był Notre Dame College.

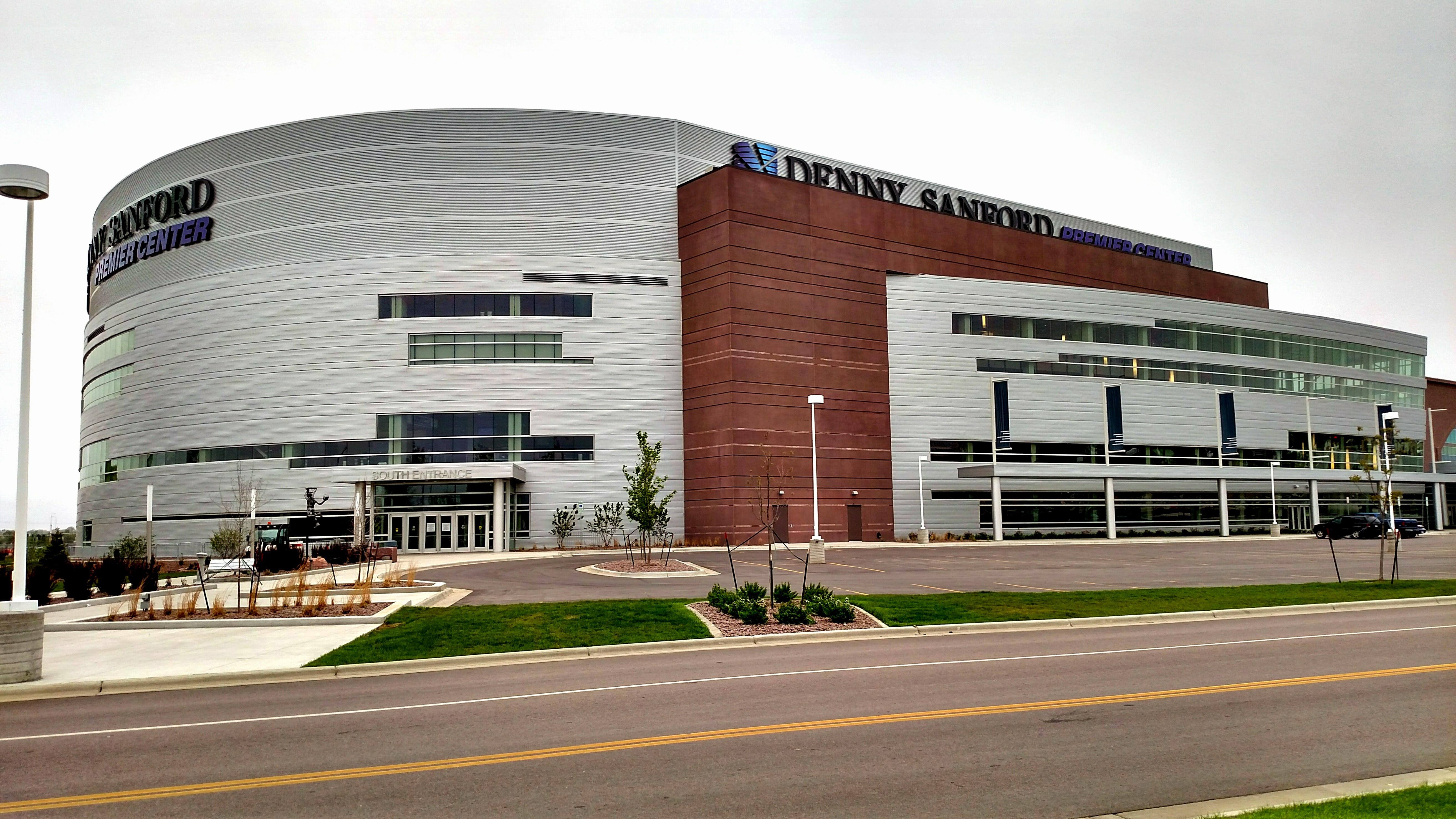

- Outstanding Wrestler – Joey Davis

Punkty zdobyło 41 drużyn.

## Wyniki

### Drużynowo
| Kolejność | Szkoła                                | Zespół        |
| --------- | ------------------------------------- | ------------- |
| 1.        | St. Cloud State University            | Huskies       |
| 2.        | Notre Dame College                    | Falcons       |
| 3.        | University of Nebraska at Kearney     | Lopers        |
| 4.        | University of Pittsburgh at Johnstown | Mountain Cats |
| 5.        | Maryville University                  | Saints        |
| 6.        | California Baptist University         | Lancers       |
| 7.        | University of Wisconsin–Parkside      | Rangers       |
| 8.        | McKendree University                  | Bearcats      |

### All American

#### 125 lb
| Lp. | Zawodnik         | Szkoła           |
| --- | ---------------- | ---------------- |
| 1.  | Brett Velasquez  | St. Cloud State  |
| 2.  | Willie Bohince   | Mercyhurst       |
| 3.  | Jacob Goodwin    | Notre Dame       |
| 4.  | Ronzel Darling   | Parkside         |
| 5.  | Dustin Reed      | Newman–Wichita   |
| 6.  | Ronald Wardleigh | Western Colorado |
| 7.  | Joshua Kieffer   | Indianapolis     |
| 8.  | Trung Duong      | Newberry         |

#### 133 lb
| Lp. | Zawodnik        | Szkoła                  |
| --- | --------------- | ----------------------- |
| 1.  | Nick Roberts    | Pittsburgh at Johnstown |
| 2.  | Nick Crume      | Indianapolis            |
| 3.  | Daniel DeShazer | Kearney                 |
| 4.  | Blake Bosch     | MSU–Moorhead            |
| 5.  | Dakota Bauer    | Maryville               |
| 6.  | Naquan Hardy    | McKendree               |
| 7.  | Jordan Simpson  | Newberry                |
| 8.  | Martin Ramirez  | Adams State             |

#### 141 lb
| Lp. | Zawodnik          | Szkoła                  |
| --- | ----------------- | ----------------------- |
| 1.  | Darren Wynn       | McKendree               |
| 2.  | Joseph Alessandro | Seton Hill              |
| 3.  | Blake Clevenger   | Ouachita Baptist        |
| 4.  | Corbin Bennetts   | Western Colorado        |
| 5.  | Matt Nelson       | St. Cloud State         |
| 6.  | Sam Hanau         | Pittsburgh at Johnstown |
| 7.  | Cobey Fehr        | Notre Dame              |
| 8.  | Keith Surber      | Kearney                 |

#### 149 lb
| Lp. | Zawodnik         | Szkoła          |
| --- | ---------------- | --------------- |
| 1.  | Destin McCauley  | Kearney         |
| 2.  | Isaac Dulgarian  | Notre Dame      |
| 3.  | Nic Goebel       | Findlay         |
| 4.  | Jay Hildreth     | St. Cloud State |
| 5.  | Mech Spraggins   | McKendree       |
| 6.  | Jeremy Landowski | Mercyhurst      |
| 7.  | John Hagerty     | Maryville       |
| 8.  | Bradley Little   | Fort Hays State |

#### 157 lb
| Lp. | Zawodnik        | Szkoła                |
| --- | --------------- | --------------------- |
| 1.  | Terrel Wilbourn | Lindenwood            |
| 2.  | Brady Bersano   | California Baptist    |
| 3.  | Matt Mincey     | MSU–Mankato           |
| 4.  | Jonatan Rivera  | Notre Dame            |
| 5.  | Jordan Rinken   | Upper Iowa            |
| 6.  | Matt Martoccio  | Kutztown              |
| 7.  | Greg Hegarty    | Maryville             |
| 8.  | JaCobi Jones    | Colorado State–Pueblo |

#### 165 lb
| Lp. | Zawodnik          | Szkoła                  |
| --- | ----------------- | ----------------------- |
| 1.  | Tyler Reinhart    | Pittsburgh at Johnstown |
| 2.  | Nick Fishback     | Parkside                |
| 3.  | Clint Poster      | St. Cloud State         |
| 4.  | Tyler McLean      | Simon Fraser            |
| 5.  | Francis Mizia     | Mercyhurst              |
| 6.  | Mathew Vandermeer | Lake Erie               |
| 7.  | Nolan Kistler     | California Baptist      |
| 8.  | Kade Kitchens     | Shorter                 |

#### 174 lb
| Lp. | Zawodnik          | Szkoła                |
| --- | ----------------- | --------------------- |
| 1.  | Nick Becker       | Parkside              |
| 2.  | Blaze Shade       | UNC Pembroke          |
| 3.  | Adam Cooling      | MSU–Mankato           |
| 4.  | Calvin Ochs       | Kearney               |
| 5.  | Austin Harris     | Western Colorado      |
| 6.  | Tarrence Williams | Colorado State–Pueblo |
| 7.  | Clayton Jennissen | St. Cloud State       |
| 8.  | Roberto Rivera    | Notre Dame            |

#### 184 lb
| Lp. | Zawodnik         | Szkoła                  |
| --- | ---------------- | ----------------------- |
| 1.  | Joey Davis       | Notre Dame              |
| 2.  | Travis McKillop  | Pittsburgh at Johnstown |
| 3.  | Jacob Waste      | California Baptist      |
| 4.  | Nick Burghardt   | Maryville               |
| 5.  | Jon Inman        | Fort Hays State         |
| 6.  | Montrail Johnson | Parkside                |
| 7.  | Huston Evans     | Newberry                |
| 8.  | Uthman Rabiu     | St. Cloud State         |

#### 197 lb
| Lp. | Zawodnik           | Szkoła         |
| --- | ------------------ | -------------- |
| 1.  | Romero Cotton      | Kearney        |
| 2.  | Joe Gomez          | Northern State |
| 3.  | Joseph Brandt      | Ashland        |
| 4.  | Ryan Beltz         | Maryville      |
| 5.  | Garrett Lineberger | Notre Dame     |
| 6.  | Jake Cramer        | Tiffin         |
| 7.  | Ryan Parmely       | Upper Iowa     |
| 8.  | Marcus Haughian    | Colorado Mesa  |

#### 285 lb
| Lp. | Zawodnik       | Szkoła                    |
| --- | -------------- | ------------------------- |
| 1.  | Joseph Fagiano | California Baptist        |
| 2.  | Malcolm Allen  | MSU–Mankato               |
| 3.  | Austin Goergen | St. Cloud State           |
| 4.  | Austin Akins   | Coker                     |
| 5.  | Jacob Mitchell | Colorado State–Pueblo     |
| 6.  | Donnell Walker | Maryville                 |
| 7.  | Andy Welton    | Mercyhurst                |
| 8.  | Cole Wilson    | Southwest Minnesota State |